# Albarracina warionis
Albarracina warionis is een vlinder uit de familie van de spinneruilen (Erebidae), onderfamilie donsvlinders (Lymantriinae). De wetenschappelijke naam van de 
soort is voor het eerst geldig gepubliceerd in 1881 door Oberthür.
Deze nachtvlinder komt voor in Europa.